# Croton malvaviscifolius
Espèce
Classification APG II (2003)
Croton malvaviscifolius est une espèce de plantes à fleurs du genre Croton et de la famille Euphorbiaceae présente au sud-est du Mexique.